# Rafael Araneda
Rafael Luis Araneda Maturana (Santiago, 18 de septiembre de 1969) es un presentador de televisión chileno, que ha desarrollado su carrera en Chile, México y los Estados Unidos. Es conocido en su país por conducir programas como Revolviéndola de La Red y Rojo Fama Contrafama de TVN.
También ha conducido los programas Estrellas en el hielo, Sin prejuicios, Noche de juegos, Domingo 7, Corazón partido, Día a día y El Baile en TVN (versión chilena de Strictly come dancing de la BBC), además de hacer algunos reemplazos en la conducción masculina del matinal Buenos días a todos; todos de TVN. En Chilevisión, destacó por presentar Talento chileno, Salta si puedes y el matinal La mañana. Desde 2011 hasta 2018 condujo el Festival Internacional de la Canción de Viña del Mar, junto a Eva Gómez (2011-2013) y Carolina de Moras (2014-2018).
En el plano internacional, también ha conducido programas tanto en México como en los Estados Unidos como La Academia y El Gran Desafío de estrellas en el canal mexicano TV Azteca, y Enamorándonos USA en el canal estadounidense UniMás.

## Biografía
Rafael Araneda comenzó su carrera en La Red en 1994 primero como reportero en el programa infantil Club de amigos de La Red; también del programa Mujeres y más conducido por Vanessa Reiss, luego de ser reportero tiene la oportunidad de tomar la conducción del programa de videos musicales TOP30, anteriormente conducido por Ivette Vergara quién emigra a TVN a la conducción de otro espacio similar de videoclips llamado “Telekinesis”, en tanto Araneda toma el programa TOP30 cambian el formato del espacio en que ahora se invitan a artistas nacionales a difundir su música, no solo se presentan videos también se realizan secciones de concurso como “La calcomanía” similar al concurso de Sábado Gigante en la que se buscaba algún parecido con cantantes famosos, el programa estuvo al aire desde fines de 1994 con Rafael Araneda en la conducción hasta el año 1996.
Ese mismo año comienza con Revolviéndola programa de conversación con invitados en el estudio y concursos de actualidad nacional, en el verano de 1997 el programa se traslada a la ciudad de La Serena donde el estudio es un Castillo a la orilla del mar, y el público se enfrenta en entretenidas competencias.
Se caracteriza por su gran simpatía, llegada al público, humildad y espontaneidad. Araneda ha sido uno de los grandes colaboradores en la Teletón, participando en muchas de las campañas durante la gira por Chile y en las llamadas "27 horas de amor".
En 1999 emigra a TVN para conducir una serie de programas incluyendo Noche de juegos, Corazón partío y el programa de talentos Rojo, fama contrafama, el cual estuvo hasta 2008.
Desde el 31 de agosto y hasta el 14 de diciembre de 2006, fue el Presentador del reality show La academia producido por la televisora mexicana TV Azteca; después del éxito de La Academia "Última generación", condujo para TV Azteca un reality show llamado "El gran desafío de estrellas" que se transmitió desde el 19 de abril de 2001 bajo la tutela de Eva Borja Balero.
Ese mismo año condujo para Televisión Nacional de Chile el reality Pelotón en su tercera temporada y continúa haciéndolo en la cuarta edición.

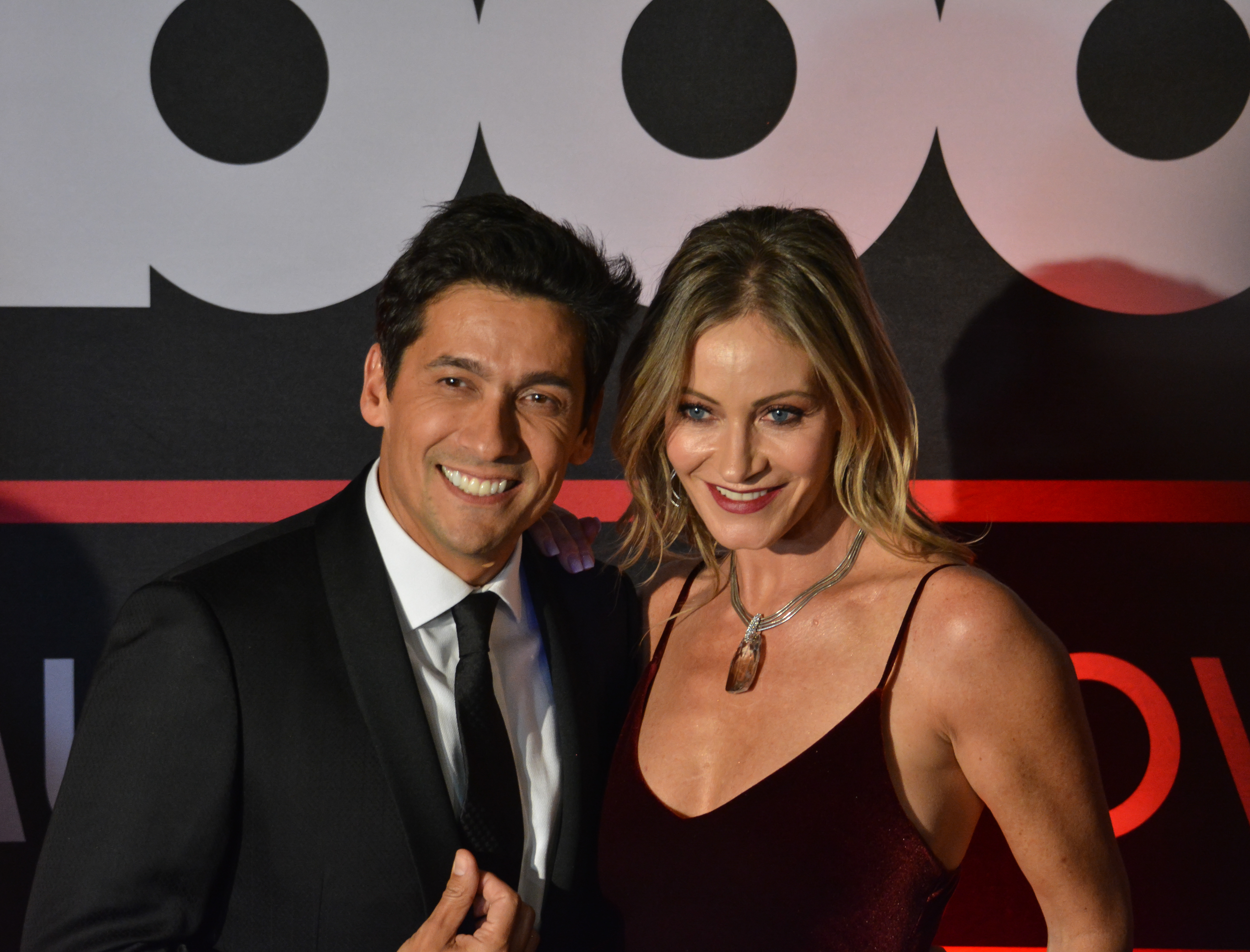
Rafael Araneda junto a su esposa Marcela Vacarezza en 2018.

Entre el 4 de octubre y el 20 de diciembre de 2009 condujo el reality show mexicano La nueva Academia. El 21 de marzo de 2010 inició la conducción en México del reality Segunda oportunidad para TV Azteca, el cual finalizó el 6 de junio.
En 2010 condujo en Chile el reality Circo de estrellas que dio inicio cuando finalizó Pelotón y terminó el 4 de junio.
El 7 de junio de 2010 inició la conducción para TVN de Chile del programa La barra del Mundial relacionado con la Copa Mundial de Fútbol de 2010 de Sudáfrica, el cual salió del aire el 24 de los mismos.
Desde septiembre hasta noviembre de 2010 condujo la quinta temporada de Pelotón en Chile. Condujo hasta el 19 de diciembre de 2010 la Academia Bicentenario en México.
A partir de noviembre de 2010 terminó su contrato con TVN para firmar con Chilevisión y ser considerado para conducir el Festival Internacional de la Canción de Viña del Mar desde 2011 hasta 2018.
Desde 2016 hasta el 21 de diciembre de 2018 estuvo a cargo de la conducción el programa del matinal de Chilevisión, La mañana. A finales de 2018 confirmó su salida de Chilevisión tras 7 años en la estación.
En julio de 2019, firmó un contrato con la cadena estadounidense Univision. Desde entonces, conduce el show de citas Enamorándonos USA junto a Ana Patricia Gámez.
El 5 de enero de 2022 anunció su regreso a Chile y a su casa televisiva TVN después de 12 años para conducir la nueva temporada de Rojo, el color del talento bajo el nuevo formato Talento Rojo en horario estelar de las 22:30 h.
El 6 de noviembre de 2024 anunció su nueva casa televisiva Mega y además regresa a la animación para la versión 64° del Festival Internacional de la Canción de Viña del Mar después 6 años desde la última vez en 2018 y esta vez animará junto con Karen Doggenweiler.

## Vida personal
Está casado con la psicóloga, modelo y presentadora de televisión Marcela Vacarezza desde 1999. Tiene cuatro hijos: Martina, Florencia, Vicente y Benjamín.
Desde 2019 vive en Miami por motivos de trabajo. Desde 2020 lo hace junto a su familia.
En septiembre de 2020 anunciaron la adopción legal de Benjamín, un niño de origen haitiano de dos años que vivía en la familia desde los tres meses.

## Filmografía

### Programas de televisión
| Programa de televisión | Programa de televisión                                  | Programa de televisión | Programa de televisión                                                                    |
| Año                    | Programa                                                | Rol                    | Canal                                                                                     |
| ---------------------- | ------------------------------------------------------- | ---------------------- | ----------------------------------------------------------------------------------------- |
| 1994-1996              | TOP30                                                   | Presentador            | La Red                                                                                    |
| 1995                   | Club de amigos de La Red                                | Notero                 | La Red                                                                                    |
| 1995-1996              | Hot music                                               | Presentador            | La Red                                                                                    |
| 1996-1998              | Revolviéndola                                           | Presentador            | La Red                                                                                    |
| 1999                   | El último verano del siglo                              | Presentador            | TVN                                                                                       |
| 1999                   | Domingo 7                                               | Presentador            | TVN                                                                                       |
| 1999-2001              | Corazón partido                                         | Presentador            | TVN                                                                                       |
| 2001                   | Día a día                                               | Presentador            | TVN                                                                                       |
| 2001-2005              | Noche de juegos                                         | Presentador            | TVN                                                                                       |
| 2002-2008              | Rojo fama contrafama                                    | Presentador            | TVN                                                                                       |
| 2004-2005              | Sin prejuicios                                          | Presentador            | TVN                                                                                       |
| 2005                   | Rojo VIP                                                | Presentador            | TVN                                                                                       |
| 2006-2008              | El baile en TVN                                         | Presentador            | TVN                                                                                       |
| 2008                   | Estrellas en el hielo                                   | Presentador            | TVN                                                                                       |
| 2009                   | Todos a coro                                            | Presentador            | TVN                                                                                       |
| 2009-2010              | Pelotón IV                                              | Presentador            | TVN                                                                                       |
| 2010                   | LI Festival Internacional de la Canción de Viña del Mar | Jurado internacional   | TVN, Canal 13                                                                             |
| 2010                   | ¡Fuerza Chile! (Especial terremoto 27/02/2010)          | Presentador            | TVN                                                                                       |
| 2010                   | Circo de estrellas                                      | Presentador            | TVN                                                                                       |
| 2010                   | La barra del mundial                                    | Presentador            | TVN                                                                                       |
| 2008-2011              | La Academia                                             | Presentador            | TV Azteca                                                                                 |
| 2010                   | Segunda oportunidad                                     | Presentador            | TV Azteca                                                                                 |
| 2009                   | Desafío de estrellas                                    | Presentador            | TV Azteca                                                                                 |
| 2011                   | LII Festival de Viña del Mar                            | Animador               | Chilevisión, UCV HD, A&E, Gamavisión, Unitel, TV Azteca                                   |
| 2011                   | Fiebre de baile 4                                       | Presentador            | Chilevisión                                                                               |
| 2011                   | Talento chileno 2                                       | Presentador            | Chilevisión                                                                               |
| 2012                   | LIII Festival de Viña del Mar                           | Animador               | Chilevisión, A&E, TV Azteca                                                               |
| 2012                   | Talento chileno 3                                       | Presentador            | Chilevisión                                                                               |
| 2012                   | El rey del show                                         | Presentador            | Chilevisión                                                                               |
| 2012                   | ¡No te olvides de la canción!                           | Presentador            | Chilevisión                                                                               |
| 2012                   | Password                                                | Presentador            | TV Azteca                                                                                 |
| 2013                   | LIV Festival de Viña del Mar                            | Animador               | Chilevisión, A&E, Ecuador TV, Paravisión                                                  |
| 2013                   | La mañana de Chilevisión                                | Presentador            | Chilevisión                                                                               |
| 2013                   | México baila                                            | Presentador            | TV Azteca                                                                                 |
| 2013                   | Salta si puedes                                         | Presentador            | Chilevisión                                                                               |
| 2014                   | El elegido                                              | Presentador            | Chilevisión                                                                               |
| 2014                   | SuperCerebros                                           | Presentador            | National Geographic Channel                                                               |
| 2014                   | LV Festival de Viña del Mar                             | Animador               | Chilevisión, A&E                                                                          |
| 2014                   | Locos por el Mundial                                    | Presentador            | Chilevisión                                                                               |
| 2015                   | LVI Festival de Viña del Mar                            | Animador               | Chilevisión, HTV, TNT, Unitel, Citytv, Ecuador TV, NBC Universo, TV Azteca, WAPA-TV, TVes |
| 2015                   | La fiesta de Chile                                      | Presentador            | Chilevisión                                                                               |
| 2015                   | ¡Sí se puede!                                           | Presentador            | TV Azteca, Telemundo                                                                      |
| 2016                   | LVI Festival de Viña del Mar                            | Animador               | Chilevisión, HTV, TNT                                                                     |
| 2016-2018              | La mañana                                               | Presentador            | Chilevisión                                                                               |
| 2017                   | LVII Festival de Viña del Mar                           | Animador               | Chilevisión, HTV, TNT                                                                     |
| 2017                   | ¿Quién dice la verdad?                                  | Presentador            | Chilevisión                                                                               |
| 2018                   | LIX Festival de Viña del Mar                            | Animador               | Chilevisión, HTV, TNT                                                                     |
| 2018                   | The Wall (Chile)                                        | Presentador            | Chilevisión                                                                               |
| 2019                   | Viña 2019: La Previa                                    | Presentador            | Fox Channel                                                                               |
| 2019-presente          | Enamorándonos USA                                       | Presentador            | UniMás                                                                                    |
| 2020                   | Tu cara me suena (Estados Unidos)                       | Presentador            | Univision                                                                                 |
| 2022                   | Talento rojo                                            | Presentador            | TVN                                                                                       |
| 2025                   | LXIV Festival de Viña del Mar                           | Animador               | Mega, Disney+                                                                             |
| 2026                   | LXV Festival de Viña del Mar                            | Animador               | Mega, Disney+                                                                             |

### Películas
| Año  | Película            | Personaje | Director       |
| ---- | ------------------- | --------- | -------------- |
| 2006 | Rojo, la película   | Él mismo  | Nicolás Acuña  |
| 2013 | El ciudadano Kramer | Él mismo  | Javier Estévez |

### Radio
- Radio Amistad
- Radio Finísima
- Radio Pudahuel

### Publicidad
- Sprim (1996) - Comercial de jugos.
- Linic (1998) - Comercial de champú.
- Hites (2004-2014) - Rostro de la tienda junto con Eva Gómez.
- DirecTV (2014) - Comercial de televisión satelital.
- Medicasp (2021-presente) - Comercial de champú.

## Premios y reconocimientos
- 1997: El 21 de agosto de ese año fue premiado como Figura Emergente de la Radio durante un seminario organizado por Archi y la Universidad de Las Condes.[15]
- 2010: En México le es otorgado el Premio Bravo al "Mejor Presentador de televisión" otorgado por la Asociación Nacional de Actores (ANDA).[16]